# 광명백과사전
《광명백과사전》(光明百科事典)은 조선민주주의인민공화국에서 간행된 20권의 백과사전이다. 사전에는 58,000개 이상의 항목과 9,000개 이상의 사진, 그림 및 지도가 수록되어 있다.